# Metro van Miami
De metro van Miami of Metrorail is het metronetwerk van de Amerikaanse stad Miami. De metro werd op 20 mei 1984 in gebruik genomen. Het netwerk bestaat uit twee lijnen: een groene lijn van Dadeland South naar Palmetto en een nieuwere en kortere, oranje lijn van Dadeland South naar de internationale luchthaven van Miami. Er is bijna 40 kilometer aan (normaal)spoor en 23 stations.
In het centrum van Miami is er aansluiting op Metromover, een zogenaamde people mover. Zowel Metrorail als Metromover worden door de vervoersautoriteit Miami-Dade Transit geëxploiteerd.

## Stations
| Station                            | Lijn |
| ---------------------------------- | ---- |
| Palmetto                           | x    |
| Okeechobee                         | x    |
| Hialeah                            | x    |
| Tri-Rail                           | x    |
| Northside                          | x    |
| Dr. Martin Luther King, Jr., Plaza | x    |
| Brownsville                        | x    |
| Miami Central Station              | x    |
| Earlington Heights                 | x    |
| Allapattah                         | x    |
| Santa Clara                        | x    |
| Civic Center                       | x    |
| Culmer                             | x    |
| Historic Overtown/Lyric Theatre    | x    |
| Government Center                  | x    |
| Brickell                           | x    |
| Vizcaya                            | x    |
| Coconut Grove                      | x    |
| Douglas Road                       | x    |
| University                         | x    |
| South Miami                        | x    |
| Dadeland North                     | x    |
| Dadeland South                     | x    |

Atlanta (MARTA) · Baltimore (Baltimore Metro Subway) · Boston (MBTA Subway) · Chicago (Chicago 'L') · Cleveland (RTA Rapid Transit) · Los Angeles (Metro Rail) · Miami (Metrorail) · New York (New York City Subway) · New York/New Jersey (PATH) · Philadelphia (SEPTA) · Philadelphia/New Jersey (PATCO Speedline) · San Francisco Bay Area (BART) · San Juan (Tren Urbano) · Staten Island (Staten Island Railway) · Washington D.C. (Washington Metro)

Lightrail in de Verenigde Staten · Spoorwegen in de Verenigde Staten · Tram in de Verenigde Staten